# Kusacz śniady
Kusacz śniady (Crypturellus tataupa) – gatunek średniej wielkości ptaka z rodziny kusaczy (Tinamidae), występujący głównie w środkowej i wschodniej Ameryce Południowej. Nie jest zagrożony wyginięciem.

## Zasięg występowania
Kusacz śniady występuje w zależności od podgatunku:
- C. tataupa inops – południowo-zachodni Ekwador, północno-zachodnie Peru.
- C. tataupa lepidotus – północno-wschodnia Brazylia.
- C. tataupa peruvianus – środkowe Peru.
- C. tataupa tataupa – północna i wschodnia Boliwia do południowej Brazylii, Paragwaju i północnej Argentyny.

## Morfologia
Długość ciała 24,5–26,5 cm; masa ciała samic 189–298 g, samców 169–229 g. Brązowe upierzenie z białym brzuchem i podbródkiem, głowa, szyja i pierś niebieskoszare. Samice podobne do samców, ale większe.

## Ekologia
Kusacz śniady zamieszkuje lasy tropikalne i subtropikalne; lokalnie obszary zakrzewione i trawiaste. Żywi się nasionami, owocami i drobnymi bezkręgowcami. Samica składa 2–6 jaj w zagłębieniu w ziemi, z których po 20 dniach wylęgają się młode. Jajami i pisklętami opiekuje się samiec.

## Status
Międzynarodowa Unia Ochrony Przyrody (IUCN) uznaje kusacza śniadego za gatunek najmniejszej troski (LC – Least Concern) nieprzerwanie od 1988 roku. Liczebność populacji nie została oszacowana; w 1996 roku ptak ten opisywany był jako dość pospolity. Jego liczebność spada ze względu na polowania i utratę siedlisk.